# Lista över ledamöter av Sveriges ståndsriksdag 1640
Ledamöter av Sveriges ståndsriksdag 1640.

## Borgarståndet
| Riksdagsledamot     | Yrke             | Valkrets          | Anmärkningar                         |
| ------------------- | ---------------- | ----------------- | ------------------------------------ |
| Peder Gavelius      | Borgmästare      | Stockholms stad   |                                      |
| Wilhelm Leuhusen    | Rådman           | Stockholms stad   |                                      |
| Johannes Wästerman  | Stadssekreterare | Stockholms stad   |                                      |
| Christopher Nijt    | Borgare          | Stockholms stad   |                                      |
| Anders Bengtsson    | Borgmästare      | Uppsala stad      | Tidigare borgmästare i Uppsala stad. |
| Joen Pedersson      | Rådman           | Uppsala stad      |                                      |
| Peder Canuti        | President        | Göteborgs stad    |                                      |
| Anthonius Knijp     |                  | Göteborgs stad    |                                      |
| Daniel Figrelius    | President        | Norrköpings stad  |                                      |
| Nils Andersson      | Syndikus         | Norrköpings stad  |                                      |
| Hans Guthrie        | Borgmästare      | Åbo               |                                      |
| Michel Eriksson     | Borgare          | Åbo               |                                      |
| -                   | -                | Viborg            |                                      |
| Mickel Mårtensson   | Borgare          | Enköpings stad    |                                      |
| Erich Hansson       | Borgare          | Enköpings stad    |                                      |
| Peder Nilsson       | Borgmästare      | Sigtuna stad      |                                      |
| Lars Eriksson       | Borgmästare      | Norrtälje stad    |                                      |
| Göran Wintz         | Borgmästare      | Öregrunds stad    |                                      |
| Ludvig Otto på Åsen |                  | Kopparberget      |                                      |
| Hans Larsson Preuss | Borgmästare      | Nyköpings stad    |                                      |
| Bengt Andersson     | Stadsskrivare    | Nyköpings stad    |                                      |
| Mats Persson        | Rådman           | Strängnäs stad    |                                      |
| Baltasar Businch    | Borgmästare      | Södertälje stad   |                                      |
| Niklas Gast         | Borgmästare      | Södertälje stad   |                                      |
| Nils Jönsson        | Borgmästare      | Trosa stad        |                                      |
| Per Jöransson       | Borgare          | Torshälla stad    |                                      |
| Anders Jacobsson    | Borgmästare      | Linköpings stad   |                                      |
| Zacharias Persson   | Rådman           | Vadstena stad     |                                      |
| Arfwedh Larsson     | Borgmästare      | Söderköpings stad |                                      |
| Carl Persson        | Rådman           | Söderköpings stad |                                      |
| Hans Persson        | Stadsskrivare    | Skänninge stad    |                                      |
| Christopher Larsson | President        | Kalmar stad       |                                      |
| Hans Vergloss       | Borgmästare      | Kalmar stad       |                                      |
| Hans Philipsson     | Borgmästare      | Västerviks stad   |                                      |
| Abraham Persson     | Borgare          | Västerviks stad   |                                      |
| Anders Pedersson    | Borgmästare      | Jönköpings stad   |                                      |
| Samuel Soltow       |                  | Växjö stad        |                                      |
| Håkon Andersson     | Borgmästare      | Vimmerby stad     |                                      |
| Pär Svensson        | Stadsskrivare    | Eksjö stad        |                                      |